# 人類人工染色體
人類人工染色體（Human artificial chromosome，HAC）是一種小型染色體，可作為載體搭載一些基因，並作為人類細胞中額外的染色體（第47個），使這些基因表現於人類體內。此種人工染色體可載有約600到1000萬的鹼基對。HAC最早是發表於1997年。